# Cyclopina semireducta
Cyclopina semireducta is een eenoogkreeftjessoort uit de familie van de Cyclopinidae. De wetenschappelijke naam van de soort is voor het eerst geldig gepubliceerd in 1964 door Herbst.